# Pycreus atropurpureus
Pycreus atropurpureus är en halvgräsart som beskrevs av Charles Baron Clarke. Pycreus atropurpureus ingår i släktet Pycreus och familjen halvgräs.
Artens utbredningsområde är Madagaskar. Inga underarter finns listade i Catalogue of Life.